# Maverick Viñales
Maverick Viñales Ruiz (ur. 12 stycznia 1995 w Figueres) – hiszpański motocyklista.

## Kariera

### 125 cm³, Moto3
Karierę w MotoGP Viñales rozpoczął od sezonu 2011, jego partnerem był Sergio Gadea, który powrócił do kategorii 125cm3 po nieudanej przygodzie z Moto2.
Maverick zaimponował wielu obserwatorom podczas przedsezonowych testów w Walencji, a w debiucie zajął 9. miejsce (Losail, Katar).
Pierwsze zwycięstwo odniósł na torze w Le Mans, wyprzedzając Nico Terola o zaledwie 0.048 sek., co dało mu trzecie miejsce (16 lat i 123 dni) wśród najmłodszych triumfatorów wyścigu rangi Grand Prix, lepsi byli tylko Scott Redding oraz Marco Melandri, debiutancki sezon zakończył na 3 miejscu.
Wygrał Sezon 2013 serii Moto3, po spektakularnym zwycięstwie na torze w Walencji.

### Moto2
W roku 2014 rywalizował w klasie Moto2 na motocyklu Kalex. Udało mu się zgromadzić 274 pkt., co zapewniło mu 3. miejsce w klasyfikacji generalnej. Już we wrześniu tego roku zapowiedział jednak, że od kolejnego sezonu przejdzie do klasy królewskiej.

### MotoGP
W sezonie 2015 Maverick startował z Hiszpanem Aleixem Espargaró w teamie Suzuki MotoGP, by w klasyfikacji końcowej zająć 12. miejsce, tuż za partnerem z zespołu.
W sezonie 2016 kontynuował rywalizację w teamie Suzuki MotoGP, dla którego udało mu się wywalczyć pierwsze zwycięstwo podczas GP Wielkiej Brytanii. Mistrzostwa ukończył na wysokim, czwartym miejscu w klasyfikacji generalnej.
W roku 2017 Viñales rozpoczął współpracę z teamem Movistar Yamaha MotoGP, zastępując w zespole odchodzącego do Ducati Team Jorge Lorenzo. Zmagania ukończył na 3 miejscu w klasyfikacji generalnej.
W sezonie 2019 był kierowcą fabrycznego zespołu Yamahy. Sezon ukończył zdobywając tytuł II wicemistrza świata z 201 punktami. W styczniu 2020 r. Maverick przedłużył kontrakt z Yamahą do 2022 r.
W sezonie 2020 w klasyfikacji generalnej we wrześniu 2020 r. zajmuje piąte miejsce

## Statystyki

### Sezony
| Sezon | Klasa  | Motocykl       | Wyścig | Zwycięstwa | Podium | PP | NO | Pkt  | Poz. koń. |
| ----- | ------ | -------------- | ------ | ---------- | ------ | -- | -- | ---- | --------- |
| 2011  | 125cc  | Aprilia        | 17     | 4          | 9      | 3  | 3  | 248  | 3         |
| 2012  | Moto3  | Honda          | 15     | 5          | 7      | 5  | 1  | 207  | 3         |
| 2013  | Moto3  | KTM            | 17     | 3          | 15     | 2  | 3  | 323  | 1         |
| 2014  | Moto2  | Kalex          | 18     | 4          | 9      | 1  | 5  | 274  | 3         |
| 2015  | MotoGP | Suzuki         | 18     | 0          | 0      | 0  | 0  | 97   | 12        |
| 2016  | MotoGP | Suzuki         | 18     | 1          | 4      | 0  | 2  | 202  | 4         |
| 2017  | MotoGP | Yamaha         | 18     | 3          | 7      | 5  | 4  | 230  | 3         |
| 2018  | MotoGP | Yamaha         | 18     | 1          | 5      | 1  | 2  | 193  | 4         |
| 2019  | MotoGP | Yamaha         | 19     | 2          | 7      | 3  | 1  | 211  | 3         |
| 2020  | MotoGP | Yamaha         | 14     | 1          | 3      | 3  | 0  | 132  | 6         |
| 2021  | MotoGP | Yamaha/Aprilia | 15     | 1          | 2      | 1  | 1  | 106  | 10        |
| 2022  | MotoGP | Aprilia        | 20     | 0          | 3      | 0  | 0  | 122  | 11        |
| 2023  | MotoGP | Aprilia        | 20     | 0          | 3      | 1  | 1  | 204  | 7         |
| 2024  | MotoGP | Aprilia        | 20     | 1          | 1      | 1* | 1* | 190  | 7         |
| Razem |        |                | 247    | 26         | 75     | 26 | 24 | 2739 |           |

### Klasy wyścigowe
| Klasa  | Sezon     | Pierwszy wyścig | Pierwsze podium | Pierwsza wygrana     | Wyścigi | Zwycięstwa | Podium | PP | Najsz. okr. | Pkt. | WCh |
| ------ | --------- | --------------- | --------------- | -------------------- | ------- | ---------- | ------ | -- | ----------- | ---- | --- |
| 125 cc | 2011      | Katar 2011      | Francja 2011    | Francja 2011         | 17      | 4          | 9      | 3  | 3           | 248  | 0   |
| Moto3  | 2012–2013 | Katar 2012      | Katar 2012      | Katar 2012           | 32      | 8          | 22     | 7  | 4           | 530  | 1   |
| Moto2  | 2014      | Katar 2014      | Ameryka 2014    | Ameryka 2014         | 18      | 4          | 9      | 1  | 5           | 274  | 0   |
| MotoGP | 2015–2016 | Katar 2015      | Francja 2016    | Wielka Brytania 2016 | 172     | 10         | 35     | 15 | 12          | 1636 | 0   |
| Razem  | 2011–     |                 |                 |                      | 239     | 26         | 75     | 26 | 24          | 2688 | 1   |

### Starty
| Sezon | Klasa  | Motocykl  | 1      | 2      | 3      | 4      | 5     | 6      | 7      | 8      | 9      | 10     | 11     | 12     | 13      | 14     | 15     | 16     | 17    | 18     | Poz. | Pkt. |
| ----- | ------ | --------- | ------ | ------ | ------ | ------ | ----- | ------ | ------ | ------ | ------ | ------ | ------ | ------ | ------- | ------ | ------ | ------ | ----- | ------ | ---- | ---- |
| 2011  | 125cc  | Aprilia   | QAT 9  | SPA NU | POR 4  | FRA 1  | CAT 2 | GBR NU | NED 1  | ITA 3  | GER 3  | CZE 6  | IND 2  | RSM 7  | ARA 3   | JPN 4  | AUS 8  | MAL 1  | VAL 1 |        | 3    | 248  |
| 2012  | Moto3  | FTR Honda | QAT 1  | SPA 6  | POR 2  | FRA NU | CAT 1 | GBR 1  | NED 1  | GER 17 | ITA 1  | IND NU | CZE 4  | RSM 5  | ARA DNS | JPN 2  | MAL WD | AUS NU | VAL 8 |        | 3    | 207  |
| 2013  | Moto3  | KTM       | QAT 2  | AME 2  | SPA 1  | FRA 1  | ITA 3 | CAT 3  | NED 2  | GER 3  | IND 3  | CZE 2  | GBR 4  | RSM 2  | ARA 2   | MAL 5  | AUS 2  | JPN 2  | VAL 1 |        | 1    | 323  |
| 2014  | Moto2  | Kalex     | QAT 4  | AME 1  | ARG NU | SPA 5  | FRA 4 | ITA 9  | CAT 2  | NED 2  | GER 5  | IND 2  | CZE 6  | GBR 3  | RSM 4   | ARA 1  | JPN 2  | AUS 1  | MAL 1 | VAL NU | 3    | 274  |
| 2015  | MotoGP | Suzuki    | QAT 14 | AME 9  | ARG 10 | SPA 11 | FRA 9 | ITA 7  | CAT 6  | NED 10 | GER 11 | IND 11 | CZE NU | GBR 11 | RSM 14  | ARA 11 | JPN NU | AUS 6  | MAL 8 | VAL 11 | 12   | 97   |
| 2016  | MotoGP | Suzuki    | QAT 6  | ARG NU | AME 4  | SPA 6  | FRA 3 | ITA 6  | CAT 4  | NED 9  | GER 12 | AUT 6  | CZE 9  | GBR 1  | SMR 5   | ARA 4  | JPN 3  | AUS 3  | MAL 6 | VAL 5  | 4    | 202  |
| 2017  | MotoGP | Yamaha    | QAT 1  | ARG 1  | AME NU | SPA 6  | FRA 1 | ITA 2  | CAT 10 | NED NU | GER 4  | CZE 3  | AUT 6  | GBR 2  | RSM 4   | ARA 4  | JPN 9  | AUS 3  | MAL 9 | VAL 12 | 3    | 230  |

* – sezon w trakcie